# Eco de la Unificación
Eco de la Unificación (en coreano: 통일의 메아리 방송) es una transmisora de radio desde la República Popular Democrática de Corea a Corea del Sur, que se inauguró el 1 de diciembre de 2012. Se introdujo que será una transmisora por la unidad y unificación de la nación mediante el lanzamiento de una transmisión de los ecos de la unificación entre los coreanos y a través de una transmisión privada independiente. Sin embargo, dado que es un sitio administrado por el editor en jefe de Corea del Comité Nacional de Paz y Unificación, se puede decir que la transmisión de la guerra psicológica de la RPDC a Corea del Sur se ha reanudado. Las instalaciones de transmisión están ubicadas en Wonsan y Woongjin en Gaeseong, cerca de la línea de alto el fuego. Eco de la Unificación se transmite tres veces al día durante dos horas. Esta transmisión se realiza por la mañana y la transmisión de la mañana se retransmite durante el día y la noche. Además, proporciona copias grabadas de programas transmitidos en el sitio web oficial de Eco de la Unificación y opera un servicio de podcast.